# Tomažini
Tomažini so naselje v Občini Velike Lašče.